# Leonard C. Cockayne
Dr Leonard Cockayne ( Sheffield, Inglaterra, 7 de abril de 1855 – 8 de julio de 1934 ) fue un botánico, explorador, y horticultor inglés. Concurrió al Wesley College.
En 1877 expediciona a Australia, y luego se muda a Nueva Zelanda donde se establece como botánico.
En junio de 1901, concurre a la primera conferencia de horticultores de Nueva Zelanda, en Dunedin donde presenta una ponencia sobre la flora de las islas Chatham y aboga para establecer Estaciones Experimentales Agronómicas en Nueva Zelanda. Eso ayudó a establecer su reputación.
Sus mayores contribuciones a la Botánica fueron en Ecología vegetal y en sus teorías de la hibridación. En 1899 publica su primer registro neozelandés de los cambios sucesionales de la vegetación.

## Honores
Fue elegido F.R.S. (miembro de la Royal Society de Londres) en 1912 a propuesta de Sir J.D. Hooker.
Le otorgan un Ph.D. honorífico en 1932, por parte de la Universidad de Nueva Zelanda.

### Galardones
- 1912: "Medalla Hector Memorial"
- 1914: "Medalla Hutton Memorial"
- 1928: "Medalla Müller"
- 1928: "Medalla Darwin"
- 1932: Medalla Veitch

La "Reserva Cockayne" en Christchurch, Nueva Zelanda y el "Sendero Natural Cockayne", cerca de Otira en la Costa Occidental se nombraron en su honor.

## Algunas publicaciones
- New Zealand Plants and Their Story, 1910
- Observations Concerning Evolution, Derived from Ecological Studies in New Zealand
- Vegetation of New Zealand
- Trees of New Zealand (con E. Phillips Turner)
- Report on the dune-areas of New Zealand: their geology, botany and reclamation
- Report on a botanical survey of Stewart Island